# Крістофер Реммер
Крістофер Реммер (дан. Christoffer Remmer, нар. 16 січня 1993, Відовре) — данський футболіст, захисник бельгійського клубу «Вестерло».

## Клубна кар'єра
У дорослому футболі дебютував 2011 року виступами за команду клубу «Копенгаген», кольори якої захищає й донині.

## Виступи за збірні
2009 року дебютував у складі юнацької збірної Данії, взяв участь у 24 іграх на юнацькому рівні.
З 2012 року залучається до складу молодіжної збірної Данії. На молодіжному рівні зіграв у 13 офіційних матчах, забив 2 голи.

## Титули
- Чемпіон Данії (2):

«Копенгаген»: 2013, 2016
- Володар Кубка Данії (1):

«Копенгаген»: 2016